# Der

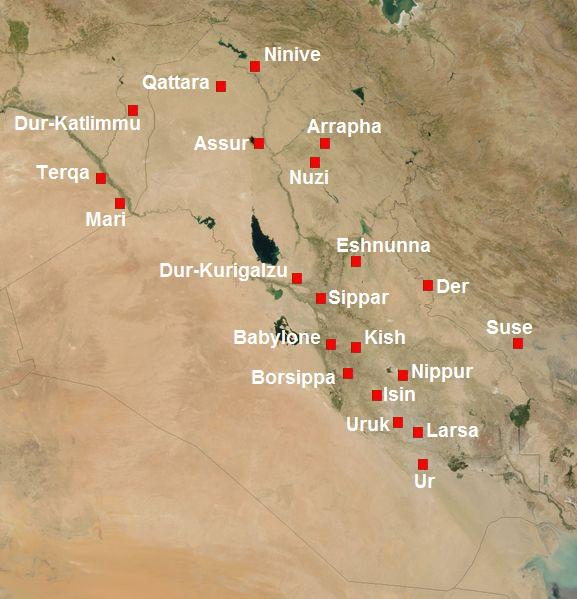
Mesopotamien två tusen år f.Kr.

Der var en viktig sumerisk stad i området öster om Tigris på vägen från Babylonien till Elam. Den var senare en framskjuten bas för de assyriska härarna. Runt 720 f.Kr. marscherade den assyriske kungen Sargon II mot Elam men hans armé besegrades nära Der.
Stadens lokala gud hette Ishtaran som på jorden representerades av ormguden Nirah. Idag heter staden al-Badra och ligger i Irak. 

## Historia
Der skall ha varit bebott från 2000-talet f.Kr. fram till åtminstone det persiska riket. Under Shulgi av Urs tid (2029–1982 f.Kr.) i det nysumeriska riket nämns staden två gånger i årsnamnen. Shungis elfte år på tronen beskrivs som "året då Ishtaran av Der fördes till sitt tempel" och det 21 året beskrivs som "året då Der förgjordes". På tusentalet omnämns Der i en skrift från Yarim-Lim 1, Kung av Yamhad. Texten är en krigsförklaring skickad från Yarim-Lim 1 till Yasub-Yahad som var kung av Der. I texten påminner Yarim-Lim Yasub-Yahad om att Der fått militär hjälp för 15 år sedan. Han förklarar sedan krig mot Der som hämnd för vad Yarim-Lim beskriver som "onda gärningar" utförda av Yasub-Yahad.
Rim-Sin av Larsa påstår sig ha förstört Der under sitt 20:e år på tronen medan Ammi-Ditana av Babylon påstår sig ha rivit stadens murar under sitt 37:e år. Han påstod då att murarna tidigare byggts av kung Damqi-ilishu av Babylons sjölands-dynasti. 720 f.Kr. gick assyrierna under Sargon II i krig mot Elam men besegrades nära Der av allierade babyloniska och elamitiska trupper. När Persiska imperiet erövrade Babylon 539 f.Kr, nämner Cyruscylindern repatriering av Ders befolkning samt restaurerandet av stadens heliga platser. 